# Víctor Carranza
Pour les articles homonymes, voir Carranza.
Víctor Manuel Carranza Niño, né le 8 octobre 1935 et mort le 4 avril 2013 , était un homme d'affaires colombien.  
Connu comme l'un des patrons de la production d'émeraudes, dont la Colombie est le premier extracteur mondial, il est souvent suspecté de collusion avec les milices paramilitaires d'extrême-droite et les narcotrafiquants. 

## Biographie
A la tête de compagnies minières, Victor Carranza a commencé ses activités dans le commerce de l'émeraude dans les années 1960. Il se fait connaitre par la découverte par ses entreprises de deux des pierres les plus grandes au monde, dont une pièce de 11 000 carats.
Connu comme le « tsar des émeraudes », son influence et ses méthodes expéditives contribuent à mettre fin à la « guerre verte », une féroce lutte pour le contrôle de la principale région de production dans le département de Boyaca (centre de la Colombie), qui s'est soldée par 3 500 morts entre 1984 et 1990.
Accusé d'avoir formé des milices privés pour protéger ses exploitations, il est incarcéré en 1998 et passe trois ans en prison avant d'être relâché, faute de preuves sur sa complicité avec les paramilitaires. La justice colombienne l'a aussi soupçonné d'être impliqué dans des massacres de civils, commis par ces groupes fondés dans les années 1980 pour combattre les guérillas paysannes et officiellement démobilisés depuis 2006.